# Нойдорф (Бургенланд)
Нойдорф / Ново Село (нем. Neudorf, хорв. Novo Selo, венг. Mosonújfalu, Újfalu, словац. Nová Ves) или (неофициально) Нойдорф-бай-Парндорф (нем. Neudorf bei Parndorf) — политическая община (нем. Gemeinde) в Австрии, в федеральной земле Бургенланд.
Входит в состав округа Нойзидль-ам-Зе. Площадь общины составляет 21,66 км², население — 704 человека (1 января 2021), плотность населения — 33 чел./км². Землеобеспеченность — 29 947 м²/чел. Административный центр общины и единственный населённый пункт — село Нойдорф.

## Община и населённый пункт

### Общие сведения
Официальный идентификационный код общины — 107 25.

### Этимология
Община Нойдорф (рус. Новое Село) — названа по имени села Нойдорф, входящего в кадастровую общину Нойдорф-бай-Парндорф (нем. Neudorf bei Parndorf).

### Демография
По предварительным данным на 1 января 2016 года население политической общины составило 715 человек.

#### Текущий и экстремальные демографические показатели
| Текущая оценка численности населения на фоне экстремальных демографических показателей по данным переписей за 1696—2011 гг. | Текущая оценка численности населения на фоне экстремальных демографических показателей по данным переписей за 1696—2011 гг. | Текущая оценка численности населения на фоне экстремальных демографических показателей по данным переписей за 1696—2011 гг. | Текущая оценка численности населения на фоне экстремальных демографических показателей по данным переписей за 1696—2011 гг. | Текущая оценка численности населения на фоне экстремальных демографических показателей по данным переписей за 1696—2011 гг. | Текущая оценка численности населения на фоне экстремальных демографических показателей по данным переписей за 1696—2011 гг. |              |            |     |       |     |      |
| Наименование показателей | Дата переписи или оценки | Численность населения ортшафта, чел. 1869=1092                                                                              | Индекс роста, % 1869=100 | Численность населения общины в современных границах                                                                         | Численность населения в % от населения политического округа в современных границах                                          |              |            |     |       |     |      |
| --- | --- | --- | --- | --- | --- | ------------ | ---------- | --- | ----- | --- | ---- |
| Наименование показателей | Дата переписи или оценки | Численность населения ортшафта, чел. 1869=1092                                                                              | Индекс роста, % 1869=100 | Численность населения общины в современных границах                                                                         | Численность населения в % от населения политического округа в современных границах                                          | Самый ранний | ХХ.ХХ.1696 | 346 | 31,68 | 346 | 2,45 |
| Минимальный | ХХ.ХХ.1713 | 606 | 55,49 | 606 | 3,08 |              |            |     |       |     |      |
| Максимальный | ХХ.ХХ.1850 | 1224 | 112,09 | 1224 | 3,68 |              |            |     |       |     |      |
| Текущий (оценка) | 01.01.2015 | 723 | 66,21 | 723 | 1,27 |              |            |     |       |     |      |

#### Изменение численности населения
| Год  | Численность |
| ---- | ----------- |
| 1869 | 1092        |
| 1889 | 1107        |
| 1890 | 1024        |
| 1900 | 1014        |
| 1910 | 1040        |
| 1923 | 1026        |
| 1934 | 1083        |
| 1939 | 1019        |
| 1951 | 902         |
| 1961 | 814         |
| 1971 | 748         |
| 1981 | 663         |
| 1991 | 653         |
| 2001 | 729         |
| 2011 | 713         |
| 2021 | 704         |

### История
Нойдорф впервые упоминается 26 ноября 1074 года под названием Новендорф (нем. Nowendorf). С 1 января 1971 года по 31 декабря 1989 года вместе с бывшими общинами Гаттендорф и Поцнойзидль в составе большого сообщества — политической общины Гаттендорф-Нойдорф. Вновь политическая община с 1 января 1990 года.

### Политическая ситуация
Совет представителей общины (нем. Gemeinderat) состоит из 13 мест.

Neudorf um 1873 (Aufnahmeblatt der 3.Landesaufnahme)

| Партия        | 2017              | 2017              | 2017              | 2012                           | 2012                           | 2012                           | 2007                           | 2007                           | 2007                           | 2002                           | 2002                           | 2002                           | 1997                           | 1997                           | 1997                           |  |
| Партия        | Голоса            | %                 | мест              | Голоса                         | %                              | мест                           | Голоса                         | %                              | мест                           | Голоса                         | %                              | мест                           | Голоса                         | %                              | мест                           |  |
| ------------- | ----------------- | ----------------- | ----------------- | ------------------------------ | ------------------------------ | ------------------------------ | ------------------------------ | ------------------------------ | ------------------------------ | ------------------------------ | ------------------------------ | ------------------------------ | ------------------------------ | ------------------------------ | ------------------------------ |  |
| СДПА (SPÖ)    | 378               | 64,84             | 9                 | 260                            | 45,61                          | 6                              | 229                            | 41,49                          | 5                              | 161                            | 29,49                          | 4                              | 227                            | 48,30                          | 6                              |  |
| АНП (ÖVP)     | 180               | 30,87             | 4                 | 310                            | 54,39                          | 7                              | 323                            | 58,51                          | 8                              | 349                            | 63,92                          | 9                              | 243                            | 51,70                          | 7                              |  |
| АПС (FPÖ)     | 25                | 4,29              | 0                 | без кандидатов                 | без кандидатов                 | без кандидатов                 | без кандидатов                 | без кандидатов                 | без кандидатов                 | 36                             | 6,59                           | 0                              | без кандидатов                 | без кандидатов                 | без кандидатов                 |  |
| Избиратели    | 711               | 711               | 711               | 697                            | 697                            | 697                            | 669                            | 669                            | 669                            | 643                            | 643                            | 643                            | 566                            | 566                            | 566                            |  |
| Проголосовали | 88,61 %           | 88,61 %           | 88,61 %           | 87,37 %                        | 87,37 %                        | 87,37 %                        | 87,44 %                        | 87,44 %                        | 87,44 %                        | 89,58 %                        | 89,58 %                        | 89,58 %                        | 89,75 %                        | 89,75 %                        | 89,75 %                        |  |
| Бургомистр    | Карел Ленч (СДПА) | Карел Ленч (СДПА) | Карел Ленч (СДПА) | 1990—2017: Штефан Микула (АНП) | 1990—2017: Штефан Микула (АНП) | 1990—2017: Штефан Микула (АНП) | 1990—2017: Штефан Микула (АНП) | 1990—2017: Штефан Микула (АНП) | 1990—2017: Штефан Микула (АНП) | 1990—2017: Штефан Микула (АНП) | 1990—2017: Штефан Микула (АНП) | 1990—2017: Штефан Микула (АНП) | 1990—2017: Штефан Микула (АНП) | 1990—2017: Штефан Микула (АНП) | 1990—2017: Штефан Микула (АНП) |  |

⇑

## Нойдорф-бай-Парндорф

### Нойдорф-бай-Парндорф (кадастровая община)
Кадастровые общины (нем. Katastralgemeinde (KG)) появились в Австрии в 1770 г. с момента создания земельных регистров (в федеральной земле Зальцбург — с 1805 г.). Первоначально границы приходов и кадастровых общин полностью совпадали. В настоящее время границы кадастровых и сегодняшних политических общин регулируются законами на федеральном уровне.
Ортшафт (нем. Ortschaft) Нойдорф территориально размещается в кадастровой общине Нойдорф-бай-Парндорф, являясь единственным населённым пунктом политической общины и её центром (нем. Hauptort). Кадастровая площадь с учётом внутренних вод (по данным на 01.01.2001 г.) составляет 2166,18 га.
Официальный кадастровый номер (нем. Katastralgemeindenummer (KGNR)) кадастровой общины Нойдорф-бай-Парндорф — 32015.
Численность населения кадастровой общины Нойдорф-бай-Парндорф по данным церковно-приходских, общенациональных и т. п. переписей за период с 1696 по 2011 гг. приведена в разделе Демография.
На сайте Geodaten Burgenland приведены:
- Карты политических и кадастровых общин Бургенланда (нем.)
- Карты кадастровых общин Бургенланда (нем.)

### Нойдорф-бай-Парндорф (цельшпренгель)
В 1961 году Статистическое управление Австрии для создания сопоставимых данных при обследовании и оценки административных подразделений, для целей выделения наименьшей площади, используемой в качестве объекта управления и т. п., ввело отдельную статистическую единицу цельшпренгель (нем. Zählsprengel (ZSP)).
Статистическим управлением Австрии административная единица Нойдорф (нем. Neudorf) была выделена в отдельную статистическую единицу — статистическую общину (цельшпренгель) Нойдорф-бай-Парндорф. В целях унификации при обработке сопоставимых статистических данных данному статистическому подразделению был присвоен официальный статистический код (цельшпренгель) — 10725 000.
По данным первой регистрационной переписи Австрии от 31.10.2011 г. постоянное население цельшпренгеля Нойдорф-бай-Парндорф составило 713 чел.
| Статистические данные по цельшпренгелю Нойдорф-бай-Парндорф политического округа Нойзидль-ам-Зе за 1971—2011 гг. | Статистические данные по цельшпренгелю Нойдорф-бай-Парндорф политического округа Нойзидль-ам-Зе за 1971—2011 гг. | Статистические данные по цельшпренгелю Нойдорф-бай-Парндорф политического округа Нойзидль-ам-Зе за 1971—2011 гг. | Статистические данные по цельшпренгелю Нойдорф-бай-Парндорф политического округа Нойзидль-ам-Зе за 1971—2011 гг. | Статистические данные по цельшпренгелю Нойдорф-бай-Парндорф политического округа Нойзидль-ам-Зе за 1971—2011 гг. | Статистические данные по цельшпренгелю Нойдорф-бай-Парндорф политического округа Нойзидль-ам-Зе за 1971—2011 гг. | Статистические данные по цельшпренгелю Нойдорф-бай-Парндорф политического округа Нойзидль-ам-Зе за 1971—2011 гг. | Статистические данные по цельшпренгелю Нойдорф-бай-Парндорф политического округа Нойзидль-ам-Зе за 1971—2011 гг. |                      |           |            |     |   |   |   |     |
| Наименование | Статистический код                                                                                               | Дата переписи | Общее количество зданий                                                                                          | Общее количество жилых зданий                                                                                    | Количество квартир                                                                                               | Количество домохозяйств                                                                                          | Население |                      |           |            |     |   |   |   |     |
| --- | --- | --- | --- | --- | --- | --- | --- | -------------------- | --------- | ---------- | --- | - | - | - | --- |
| Наименование | Статистический код                                                                                               | Дата переписи | Общее количество зданий                                                                                          | Общее количество жилых зданий                                                                                    | Количество квартир                                                                                               | Количество домохозяйств                                                                                          | Население | Нойдорф-бай-Парндорф | 10706 002 | 12.05.1971 | 247 | … | … | … | 748 |
| Нойдорф-бай-Парндорф                                                                                             | 10706 002 | 12.05.1981 | 274 | … | … | … | 663 |                      |           |            |     |   |   |   |     |
| Нойдорф-бай-Парндорф                                                                                             | 10725 000 | 15.05.1991 | 307 | … | … | … | 653 |                      |           |            |     |   |   |   |     |
| Нойдорф-бай-Парндорф                                                                                             | 10725 000 | 15.05.2001 | 343 | 259 | 336 | 274 | 729 |                      |           |            |     |   |   |   |     |
| Нойдорф-бай-Парндорф                                                                                             | 10725 000 | 31.10.2006 | 351 | … | … | … | 682 |                      |           |            |     |   |   |   |     |
| Нойдорф-бай-Парндорф                                                                                             | 10725 000 | 31.10.2011 | 363 | … | … | … | 713 |                      |           |            |     |   |   |   |     |

- Картосхемы цельшпренгелей Австрии Quelle: Statistik Austria (нем.)

## Конфессиональные сообщества

### Протестантская община
В Нойдорфе нет протестантской церкви, так как резиденция толерантного церковного прихода Евангелической церкви Аугсбургского исповедания Австрии для местных прихожан располагается в Цурндорфе.
По официальным данным Евангелической церкви Австрии на 31 декабря 2015 года во всём приходе проживало 1044 прихожанина, в том числе 1041 Аугсбургского исповедания и три — Гельветского исповедания.
Прихожане Аугсбургского исповедания относятся к толерантному церковному приходу Цурндорф Евангелического суперинтендентства Бургенланда, который включает в себя близлежащие кадастровые общины и деревни Гаттендорф, Нойдорф-бай-Парндорф (Нойдорф), Парндорф, Поцнойзидль и Цурндорф. В апреле 2011 года в приходе проживало 1045 евангельских христиан, по большей части в Цурндорфе.
Церковный приход для всех прихожан Гельветского исповедания Нойдорфа и Бургенланда располагается в реформатской общине Оберварта.

## Культовые здания и сооружения

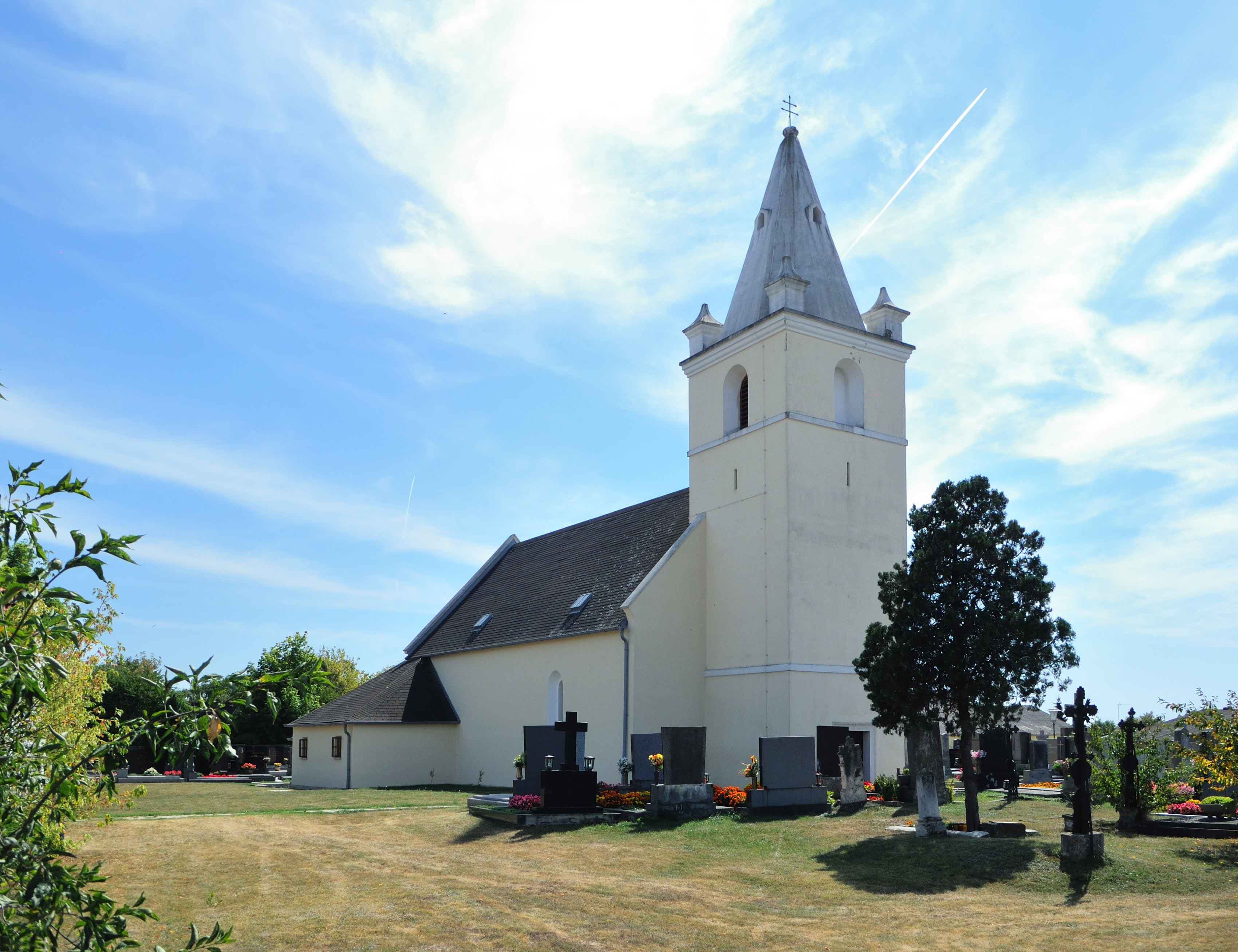
Приходская церковь Нойдорф-бай-Парндорф

Римско-католическая приходская церковь Нойдорф-бай-Парндорф находится за пределами населенного пункта на старом кладбище в северо-западной части Нойдорфа (48°01′02″ с. ш. 16°55′43″ в. д.). Приход Нойдорф-бай-Парндорф (нем.) расположен по адресу Унтере-Хауптштрасе, 20, 2475 Нойдорф-бай-Парндорф, Австрия (нем. Untere Hauptstraße 20, 2475 Neudorf b. P., Österreich, 48°01′01″ с. ш. 16°55′42″ в. д.) и относится к деканату Нойзидль-ам-Зе диоцеза Айзенштадт римской католической церкви. Святым покровителем для римо-католиков политической общины Нойдорф является Леонард Лиможский (Hl. Leonhard). В честь этого святого в 1569/79 гг. на старых развалинах в общине была построена и освящена приходская церковь. В 1629 году церковь была перестроена. Регистрационные церковные записи ведутся с 1667 года. В 1767-69, 1930, 1959-60 и в 1974 годах подвергалась капитальному ремонту. Здание церкви является объектом культурного наследия Австрии и находится под защитой государства.

## Фотогалерея

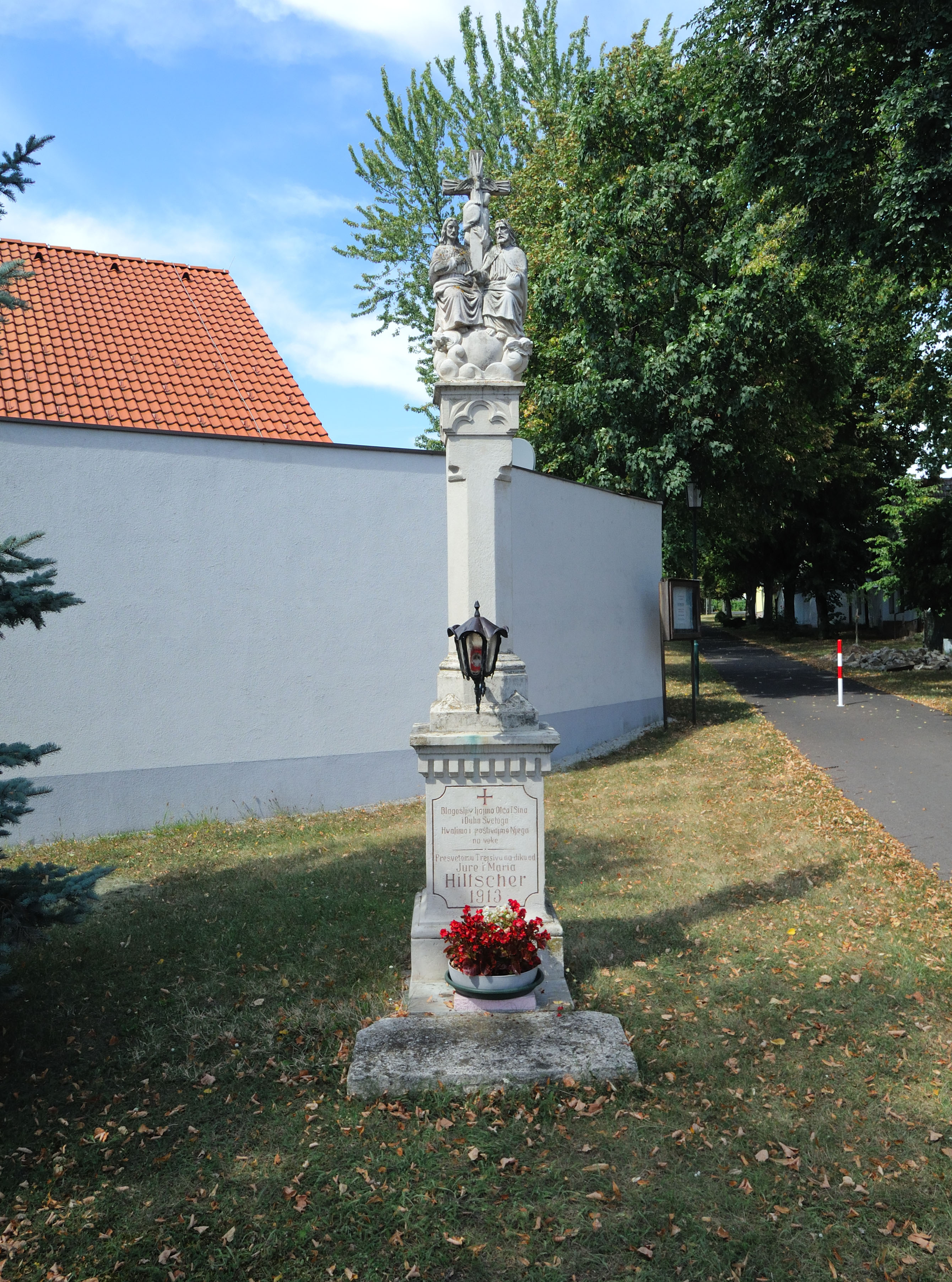
Колонна Святой Троицы
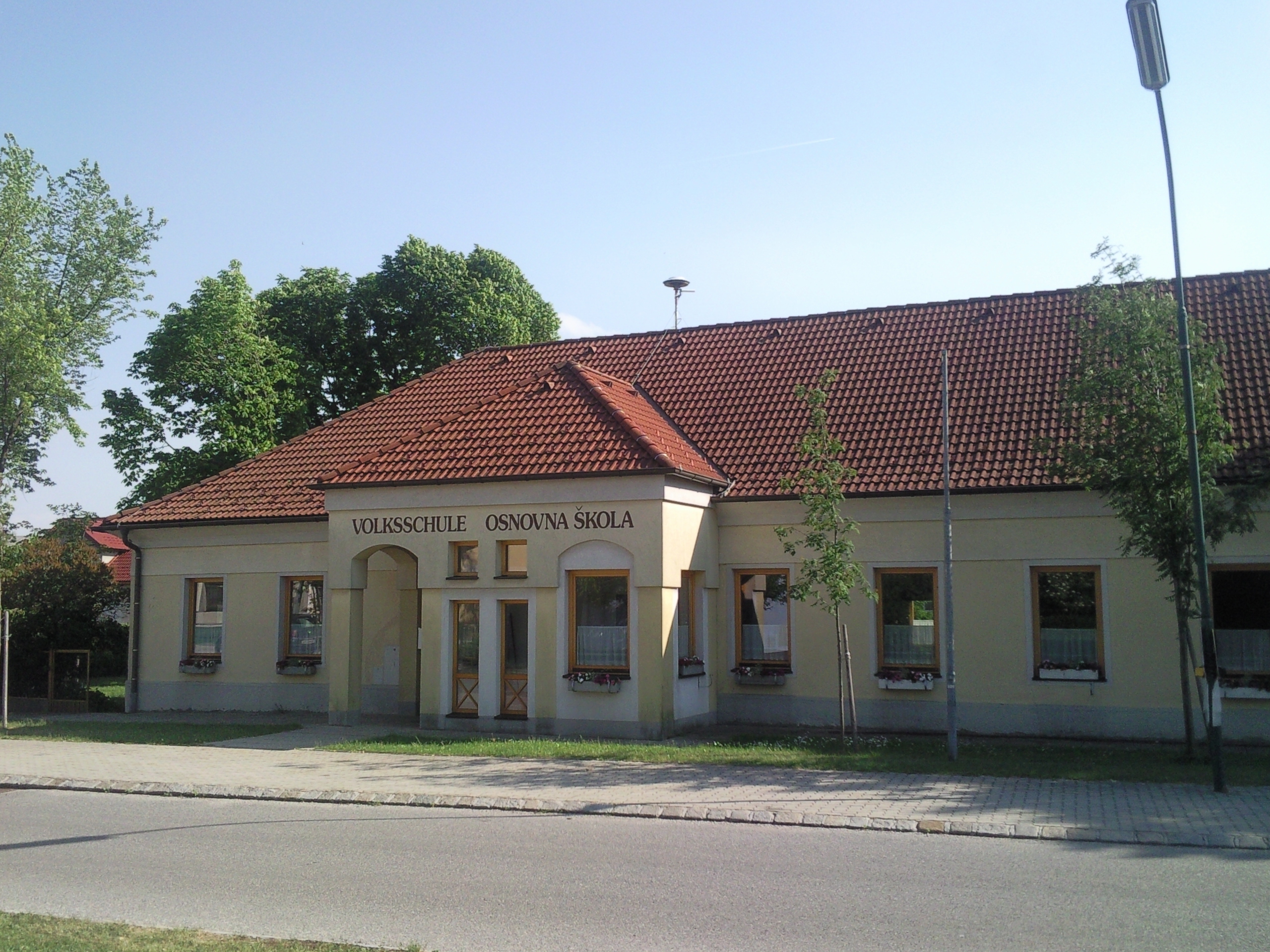
Начальная школа
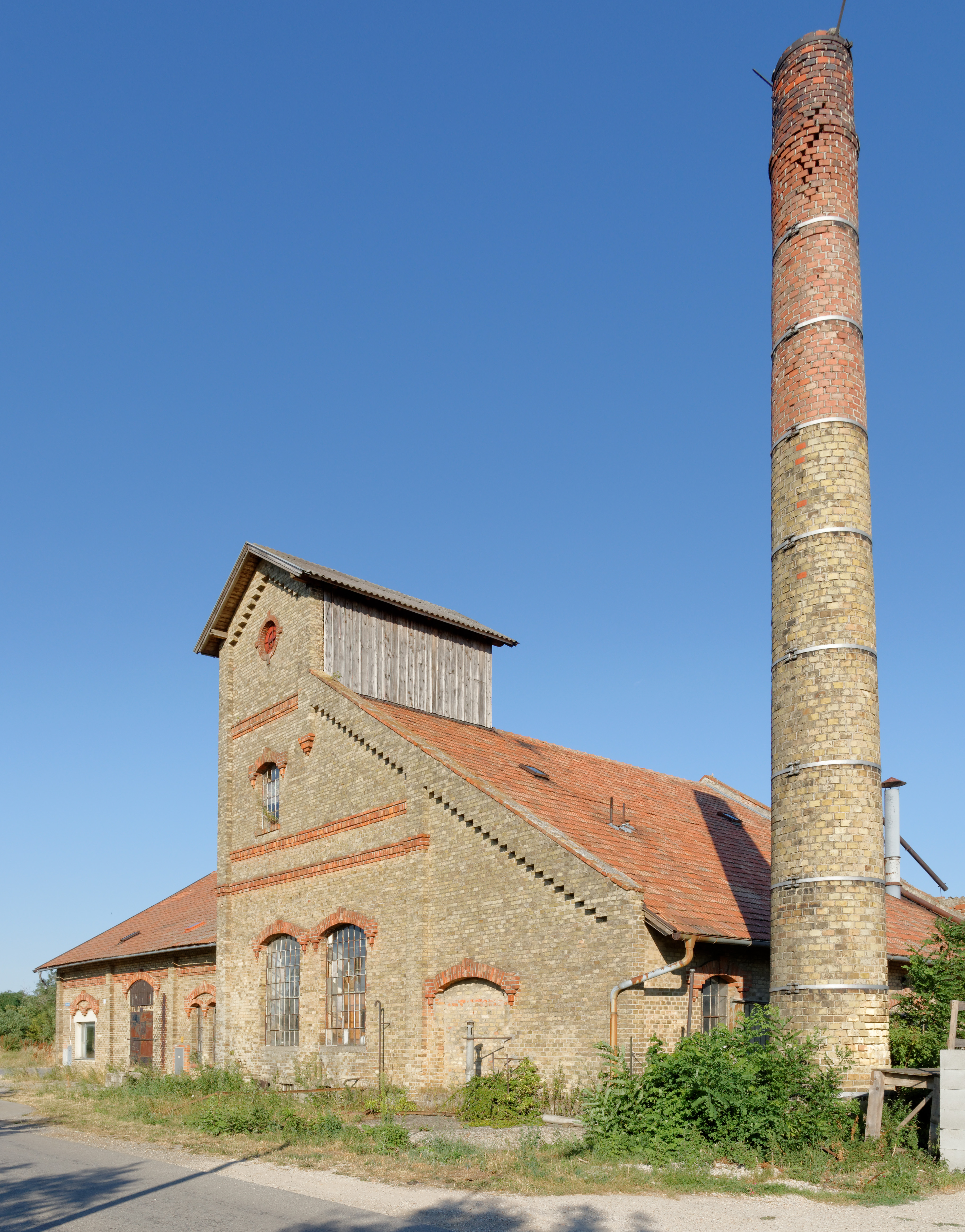
Здание бывшего винокуренного завода

## Лицензия
- Лицензия: Namensnennung 3.0 Österreich (CC BY 3.0 AT) (нем.)